# Xây dựng Đảng
Xây dựng Đảng là một chuyên ngành nghiên cứu thuộc bộ môn khoa học chính trị hay Chính trị học, tập trung nghiên cứu về lĩnh vực xây dựng hệ thống, cơ chế, hoạt động của một đảng chính trị.
Công tác xây dựng Đảng là một trong những việc làm thiết yếu quan trọng nhất ảnh hưởng đến tính sống còn của một Đảng chính trị cầm quyền.

## Mục đích
Công tác xây dựng Đảng là 1 công tác có tính quan trọng sống còn đối với 1 đảng lãnh đạo,vì vậy mục đích của việc này là nhằm xây dựng 1 Đảng đoàn kết về chính trị, vững vàng về tư tưởng và kiện toàn,linh hoạt trong việc tổ chức bộ máy đảng.
Trong đó lĩnh vực chính trị là lĩnh vực được chú trọng bậc nhất có ý nghĩa quyết định,tác động sâu sắc đến các lĩnh vực nghiên cứu khác.

## Xây dựng Đảng về mặt chính trị
Nhiệm vụ chủ yếu của việc này là xây dựng đường lối chính trị, bao gồm: đường lối chung và đường lối của từng giai đoạn, từng thời kỳ, từng mặt của đời sống xã hội. Những vấn đề cơ bản nhất của đường lối chính trị được thể hiện trong Cương lĩnh. Đường lối có khi được xác định đồng thời hoặc có khi được xác định trước Cương lĩnh.
Từ những Cương lĩnh, điều lệ của 1 Đảng chính trị,Đảng ấy phải biết cụ thể hóa thành chủ trương, chính sách lớn; tiếp đó là phải quán triệt đến toàn Đảng, phổ biến đến các tầng lớp nhân dân và tổ chức thực hiện thắng lợi chủ trương, chính sách đã đề ra. Mỗi một nhiệm vụ như vậy đều yêu cầu xây dựng Đảng về chính trị một cách phù hợp:
Muốn Xây dựng điều lệ, cương lĩnh chính trị của Đảng đòi hỏi phải có tầm hiểu biết về lý luận và thực tiễn sâu sắc, tầm tư duy chiến lược nhìn xa trông rộng. Xác định chủ trương, chính sách lại đòi hỏi sự ấm hiểu sâu sắc các yếu tố chủ quan, khách quan, có tầm tư duy sách lược nhạy bén, để giành được cái tối đa trong một thời kỳ, thời điểm nhất định, để không vụt mất thời cơ quan trọng làm ảnh hưởng đến tiến trình phát triển của Đảng.
Xây dựng Đảng về chính trị còn đòi hỏi phải làm cho toàn Đảng, và mỗi đảng viên có được bản lĩnh chính trị vững vàng. Đây là kết quả tổng hợp của việc xây dựng Đảng toàn diện

## Xây dựng Đảng về mặt tư tưởng
Nhiệm vụ của công tác xây dựng Đảng về tư tưởng là làm cho tư tưởng của cán bộ, đảng viên phù hợp với tư tưởng của Đảng, thống nhất cao và tin tưởng vào đường lối, chủ trương của Đảng.
Để bảo đảm sự thống nhất giữa nền tảng tư tưởng và hành động của Đảng trong công tác xây dựng Đảng về tư tưởng, cần thực hiện các biện pháp sau:
- Các Cấp ủy Đảng, nhất là cán bộ chủ chốt, phải dành thời gian và công sức thích đáng nghiên cứu lý luận và tổng kết thực tiễn.
- Đối với những vấn đề lý luận, trực tiếp chi phối việc hoạch định đường lối, chủ trương của Đảng, đã được thảo luận, tranh luận trong thời gian dài, đã chín muồi, Bộ Chính trị, Ban Chấp hành Trung ương Đảng cần kết luận để thống nhất nhận thức, tư tưởng trong Đảng.
- Nâng cao tính thuyết phục của công tác tư tưởng trên cơ sở lý luận và thực tiễn chính xác, thiết thực, sâu sắc; phù hợp với sự cần thiết thực hiện dân chủ rộng rãi trong Đảng và tình hình Đảng trí ngày càng được nâng cao.
- Đổi mới công tác thông tin nội bộ, nhằm nâng cao tính cập nhật, tính chính xác, tính mở rộng của thông tin,không né tránh, hạn chế thông tin (nhất là trong thời đại bùng nổ thông tin hiện nay).

## Xây dựng Đảng về mặt tổ chức
Trong các văn kiện Đảng vẫn thường nói đến các nguyên tắc tổ chức của Đảng, trong đó Nguyên tắc tập trung dân chủ được xác định là nguyên tắc tổ chức cơ bản nhất. Như vậy, ngoài nguyên tắc tổ chức cơ bản còn những nguyên tắc tổ chức khác nữa.
Tổ chức xây dựng Đảng ở Việt Nam hiện nay được xây dựng theo cơ chế tập thể lãnh đạo cá nhân phụ trách,trên cơ sở ấy cá nhân là người nắm giữ chức vụ, phải thực thi và hoàn thành các các nhiệm vụ của tập thể lãnh đạo giao phó,trong một số trường hợp nhất định thì cá nhân sẽ được quyền quyết định và phải báo cáo lại tập thể lãnh đạo.
Đối với lĩnh vực xây dựng tổ chức, bộ máy sinh hoạt Đảng, nhiều nghiên cứu lý luận và khảo sát thực tế,thì cơ bản Đảng ta được tổ chức xây dựng dựa trên 4 nguyên tắc chủ yếu sau:
- Nguyên tắc tập trung dân chủ.
- Nguyên tắc lập các tổ chức Đảng theo các cấp của hệ thống chính trị và theo quy mô địa giới - hành chính.
- Nguyên tắc lập các tổ chức cơ sở của Đảng trong các đơn vị cơ sở thuộc mọi lĩnh vực của đời sống xã hội.
- Mỗi đảng viên đều phải sinh hoạt trong một tổ chức cơ sở Đảng
Việc xây dựng 1 Đảng cầm quyền dựa trên những cơ sở trên sẽ đảm bảo được tính nhất quán trong các chủ trương chính sách, quyết định và tính đồng bộ trong công tác triển khai và thực thi các chủ trương chính sách quyết định đó.

## Xây dựng Đảng về phương thức lãnh đạo và phong cách công tác
Xây dựng phong cách lãnh đạo của Đảng và lối làm việc của cán bộ, đảng viên là xác định rõ mối quan hệ giữa chủ thể lãnh đạo và đối tượng lãnh đạo; từ đó vận dụng cách thức, biện pháp phù hợp để đưa đường lối, chủ trương, chính sách của Đảng đến với nhân dân.
Trong thời kỳ xây dựng nền kinh tế theo mô hình kế hoạch hóa, tập trung bao cấp, việc lãnh đạo là bằng mệnh lệnh, bằng tập trung cao độ, bằng cơ chế xin - cho, cấp phát bình quân. Trong thời kỳ đổi mới, phương thức lãnh đạo, phong cách công tác của Đảng được đổi mới theo hướng ngày càng cụ thể hóa cơ chế Đảng lãnh đạo, Nhà nước quản lý, nhân dân làm chủ. Những chuyển biến tích cực được thể hiện ở việc Đảng tập trung thực hiện vai trò lãnh đạo về tư tưởng, chính trị, tổ chức; Nhà nước thực hiện việc quản lý theo pháp luật để thực hiện quyền lực của dân, do dân, vì dân; Mặt trận Tổ quốc và các đoàn thể nhân dân thực hiện vai trò phản biện xã hội; quy chế dân chủ ở cơ sở được triển khai thực hiện.